# Cabriolimousine

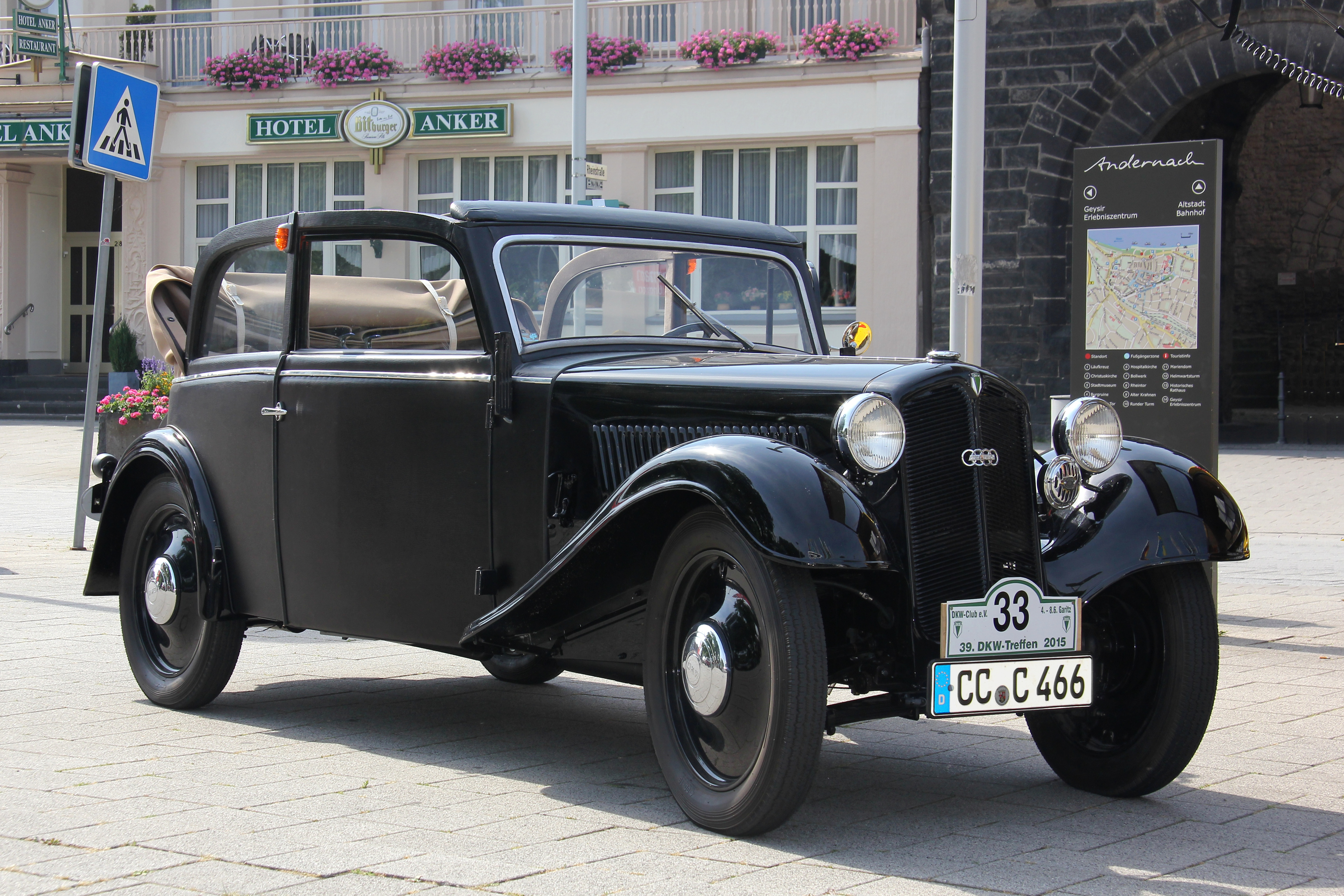
DKW F5 von 1936

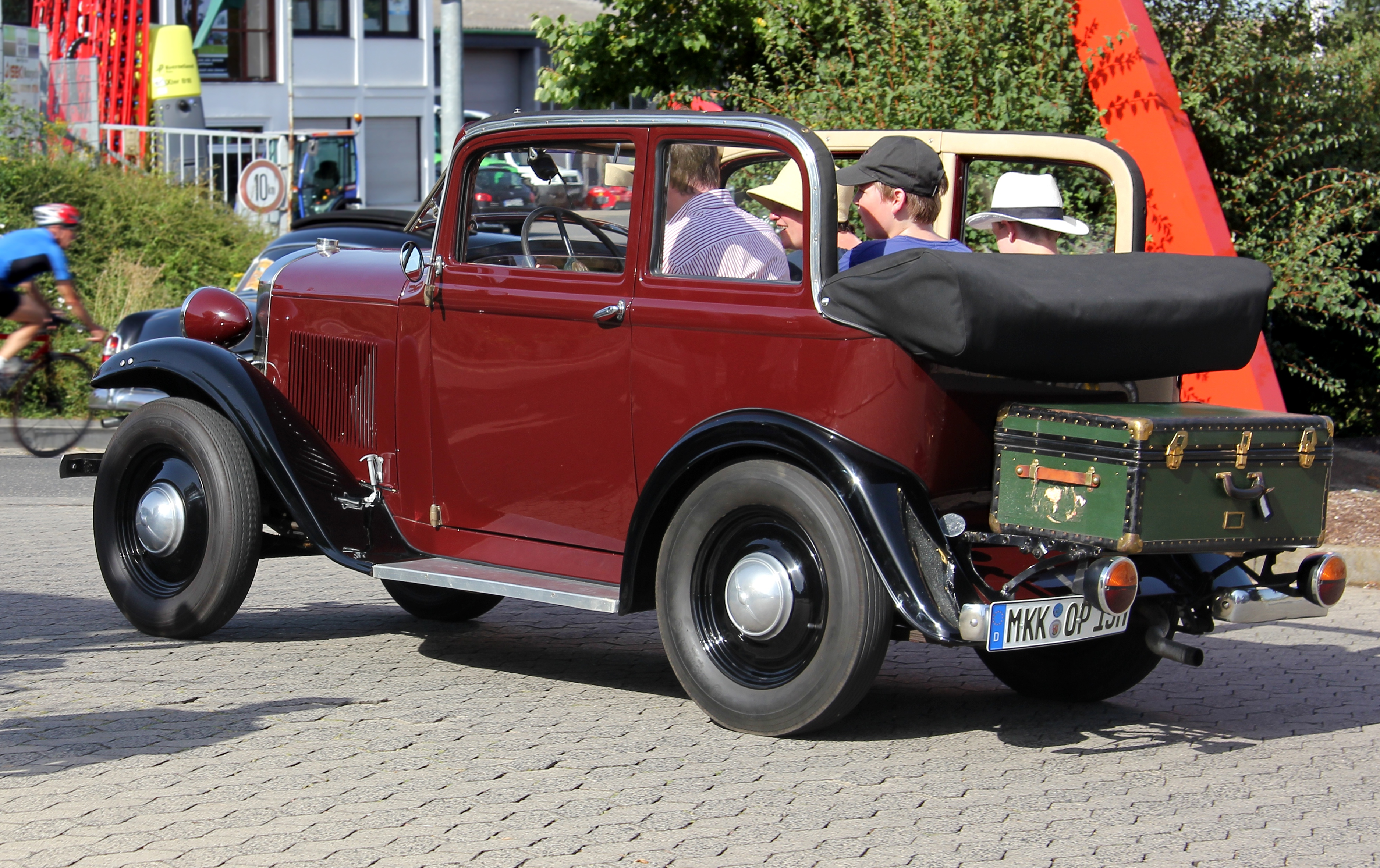
Opel 1,2 Liter, Baujahr 1933

Eine Cabriolimousine, auch Cabriolet-Limousine oder Cabrio-Limousine, bezeichnet eine Karosseriebauform von Personenkraftwagen. Der Karosserieaufbau trägt Eigenschaften von Limousinen und Cabriolets. Die Wagen sind mit einem Faltschiebedach ausgestattet, das hier allerdings länger als üblich ist und die Heckscheibe einbezieht.
Im Unterschied zum Cabriolet hat die Cabriolimousine Fahrzeugsäulen und Dachholme. Dadurch ergeben sich zwei Vorteile. Die Abdichtung des Dachs gegen feststehende Holme ist einfacher als gegen bewegliche Türen. Außerdem sind Fahrzeugsäulen und Dachholme Elemente der selbsttragenden Karosserie, die beim Cabriolet aufwändig über die Bodengruppe ersetzt werden müssen.
Die Bauweise war insbesondere in den 1930er-Jahren sehr populär, kam aber in der Nachkriegszeit aus der Mode, nach dem Zweiten Weltkrieg lieferten in Deutschland nur die Hersteller Opel und Borgward (Lloyd) Cabriolimousinen in größerer Zahl, der letzte deutsche Wagen war 1958 der Lloyd LC 600. Bekannte Cabriolimousinen jener Zeit waren der Citroën 2 CV, der Fiat Topolino und dessen Nachfolger Fiat Nuova 500 (nur die erste Version, 1957 bis 1960).
Seitdem gab es nur wenige Cabriolimousinen. Zwischen Anfang 1983 und Sommer 1985 entstand beispielsweise der Citroën Visa Décapotable (später Plein Air). Der Stuttgarter Karosseriebauer Baur baute die BMW-Modelle E21 und E30 zu Cabriolimousinen („Top-Cabriolet“) um, die auch zum offiziellen BMW-Verkaufsprogramm gehörten.
Aktuelle Beispiele eines solchen Aufbaus liefern der seit Sommer 2009 angebotene Fiat 500C und das seit Frühjahr 2013 erhältliche Citroën DS3 Cabrio.

## Begriff im deutschen Normenwerk
In der deutschen Norm DIN 70011 („Aufbauten für Personenkraftwagen; Benennungen und Begriffe“) vom März 1959 war die „Cabrio-Limousine“ definiert als offen oder geschlossen verwendbarer Personenkraftwagen mit vier oder mehr Sitzen, zwei oder vier Türen, zwei oder vier Seitenfenstern, mit feststehenden Dachholmen zur Abdichtung der Seitenfenster und des Verdecks sowie Scheren- oder Streckspriegelverdeck (zurücklegbar).
Diese Norm wurde im April 1978 in DIN 70010 („Systematik der Straßenfahrzeuge; Begriffe für Kraftfahrzeuge, Züge und Anhängefahrzeuge“) aufgenommen, „da im Personenkraftwagenbau Aufbauten nur noch im übertragenen üblich sind“.
Für die „Kabrio-Limousine“ finden sich dort folgende Merkmale: Personenkraftwagen mit offenem Aufbau und feststehenden Dachholmen, zurückklappbares, aufliegendes oder versenkbares Verdeck, vier oder mehr Sitze in mindestens zwei Sitzreihen, zwei oder vier seitliche Türen und zwei oder mehr Seitenfenster.
Diese Definition wurde in der Ausgabe vom Mai 1990 abgeändert: Der Aufbau mit feststehenden Dachholmen muss zu öffnen sein; das Dach muss – wie beim Kabriolett – fest oder flexibel mit mindestens zwei Positionen sein: 1. geschlossen 2. geöffnet oder entfernt; es werden vier oder mehr Seitenfenster gefordert. Diese Normausgabe wurde im März 2001 ersetzt.

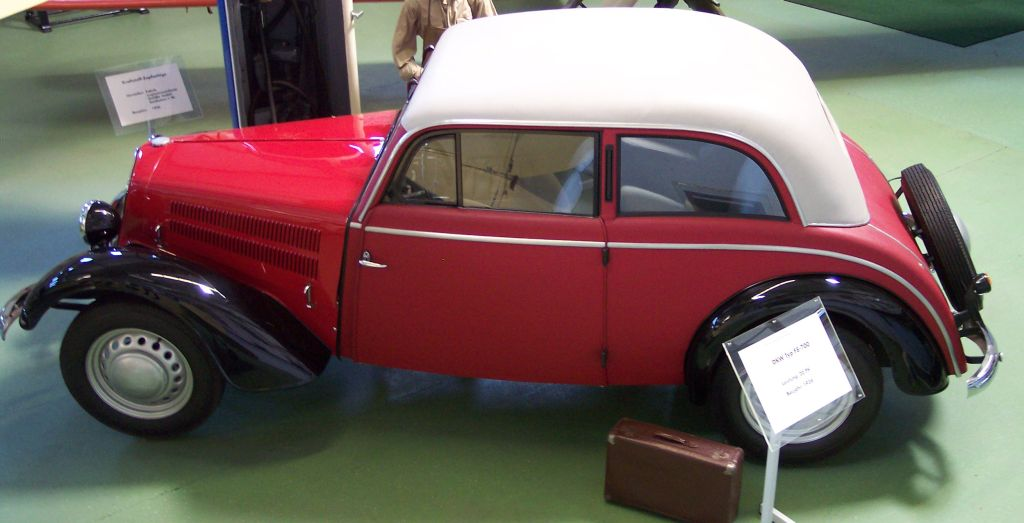
DKW F 8
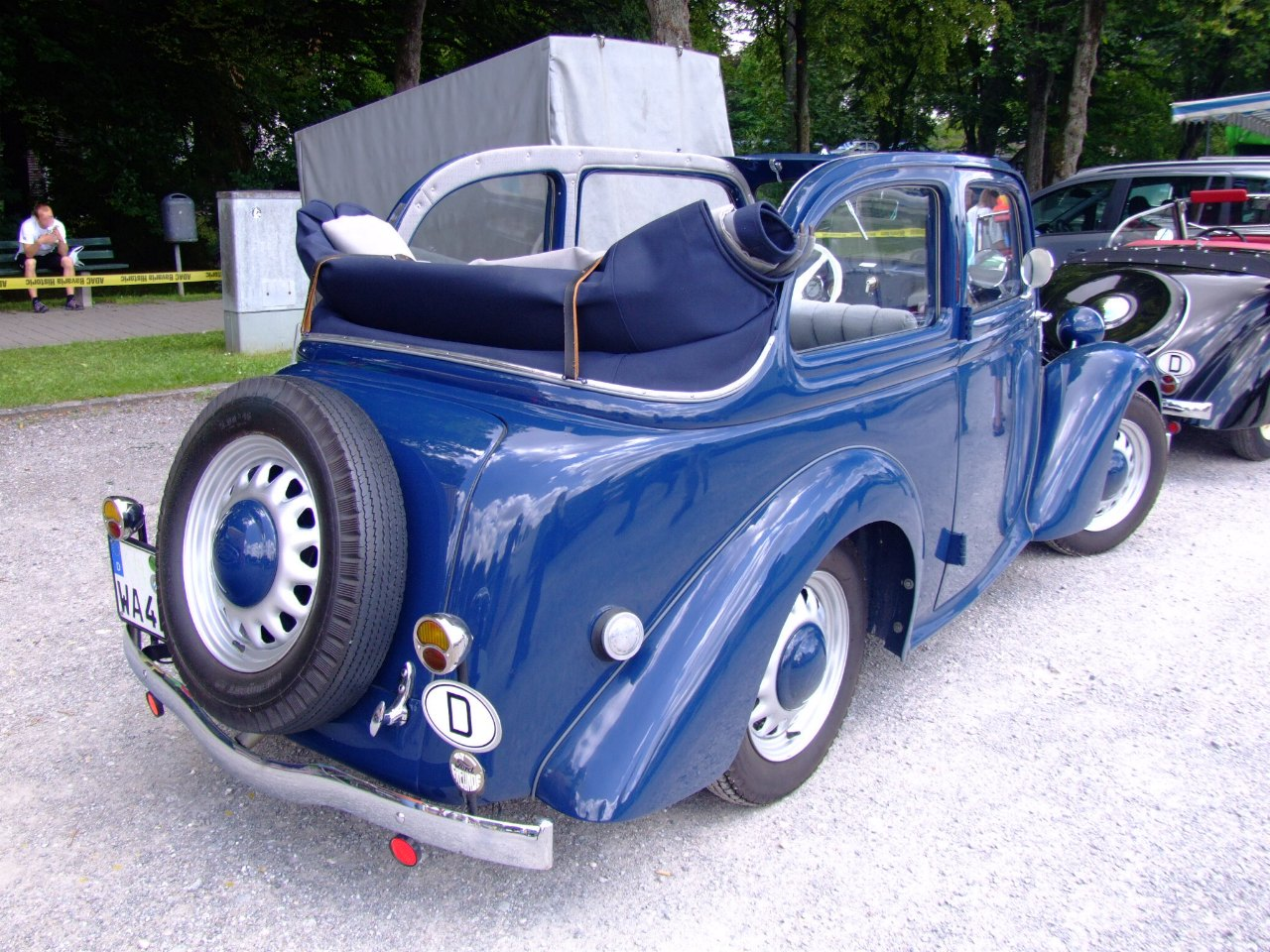
Ford Eifel
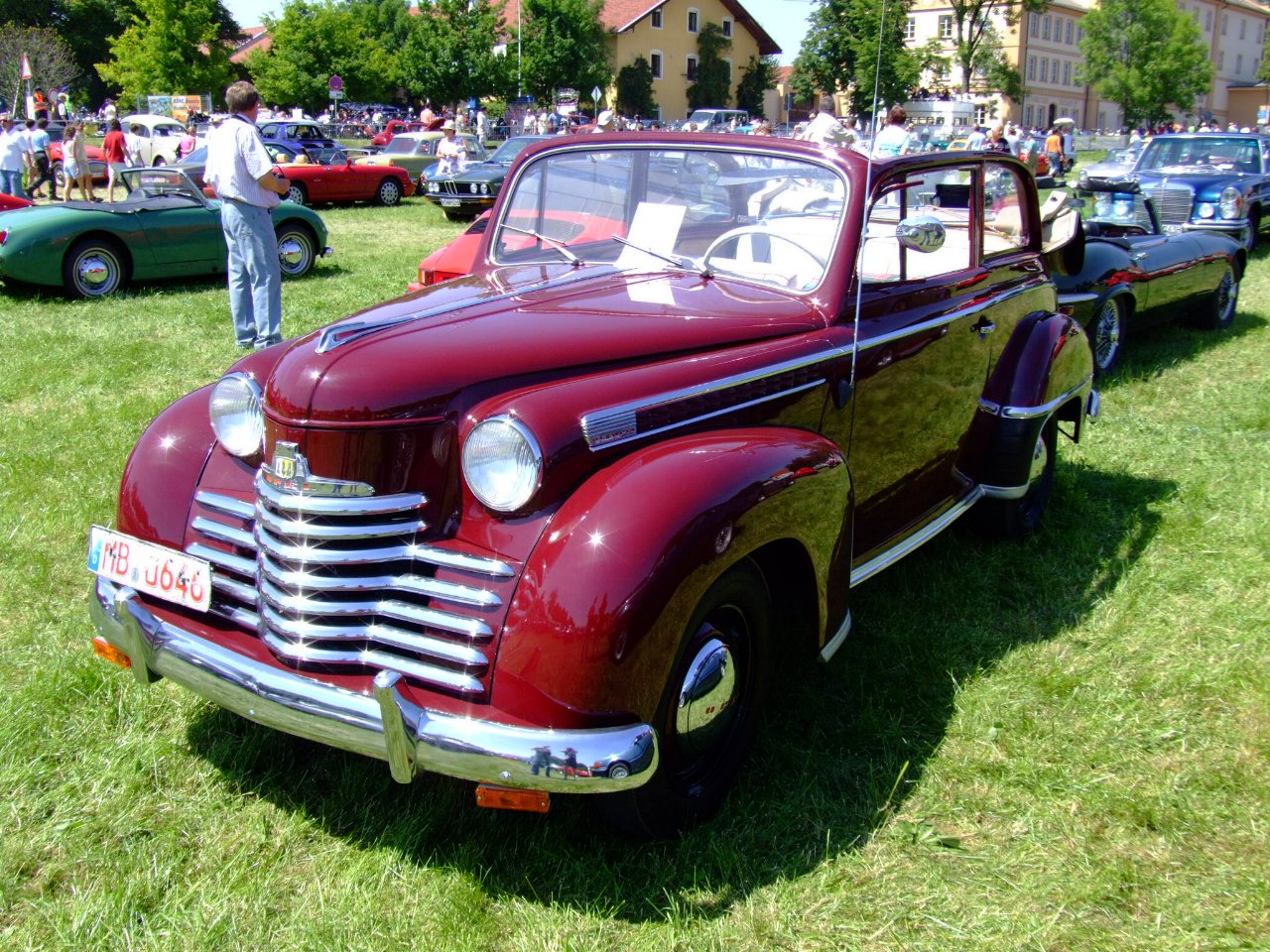
Opel Olympia
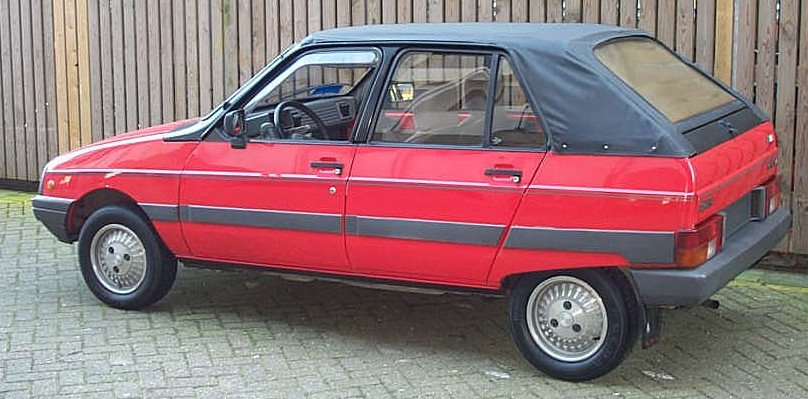
Citroën Visa Décapotable
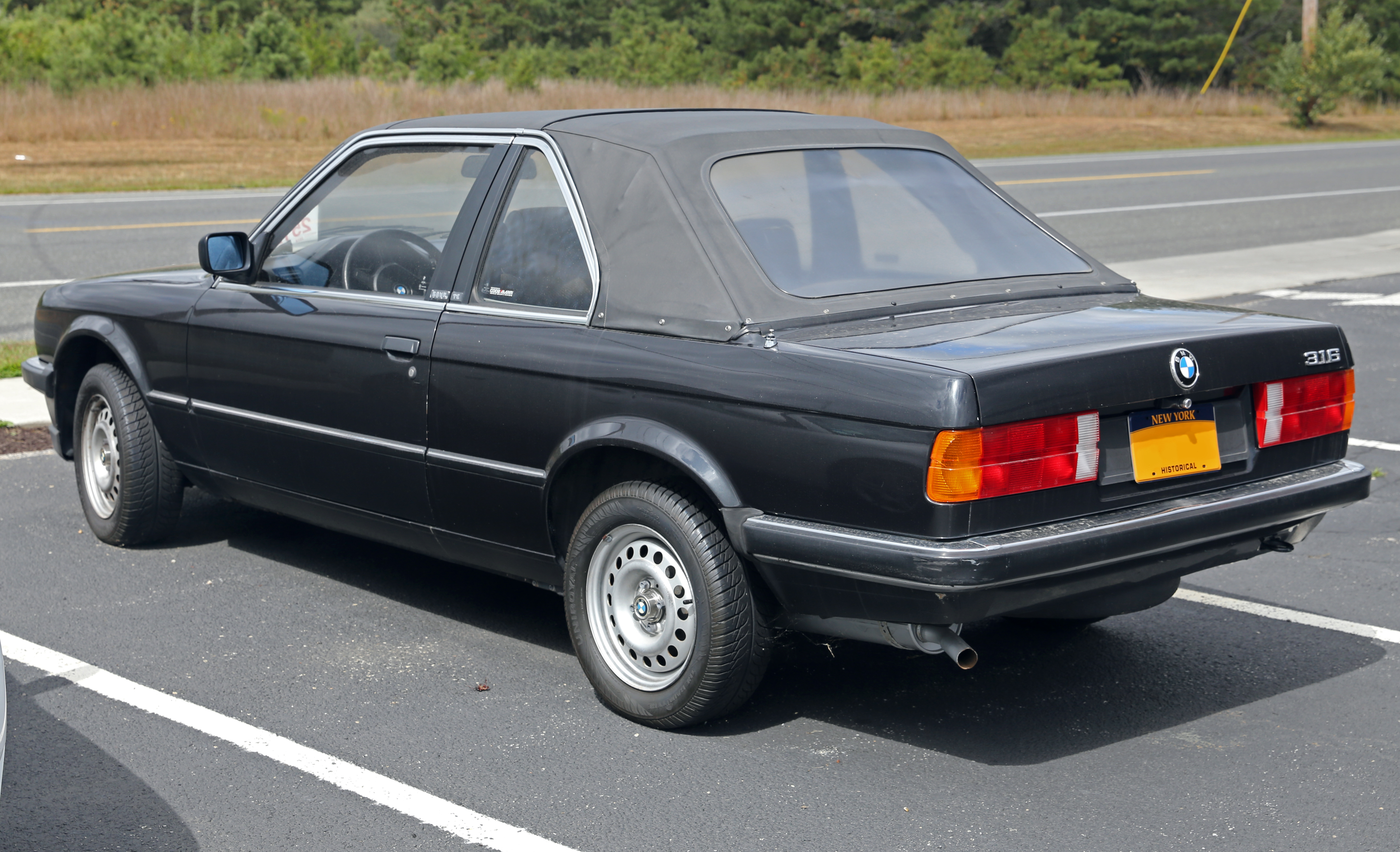
BMW 3er Baur TC2
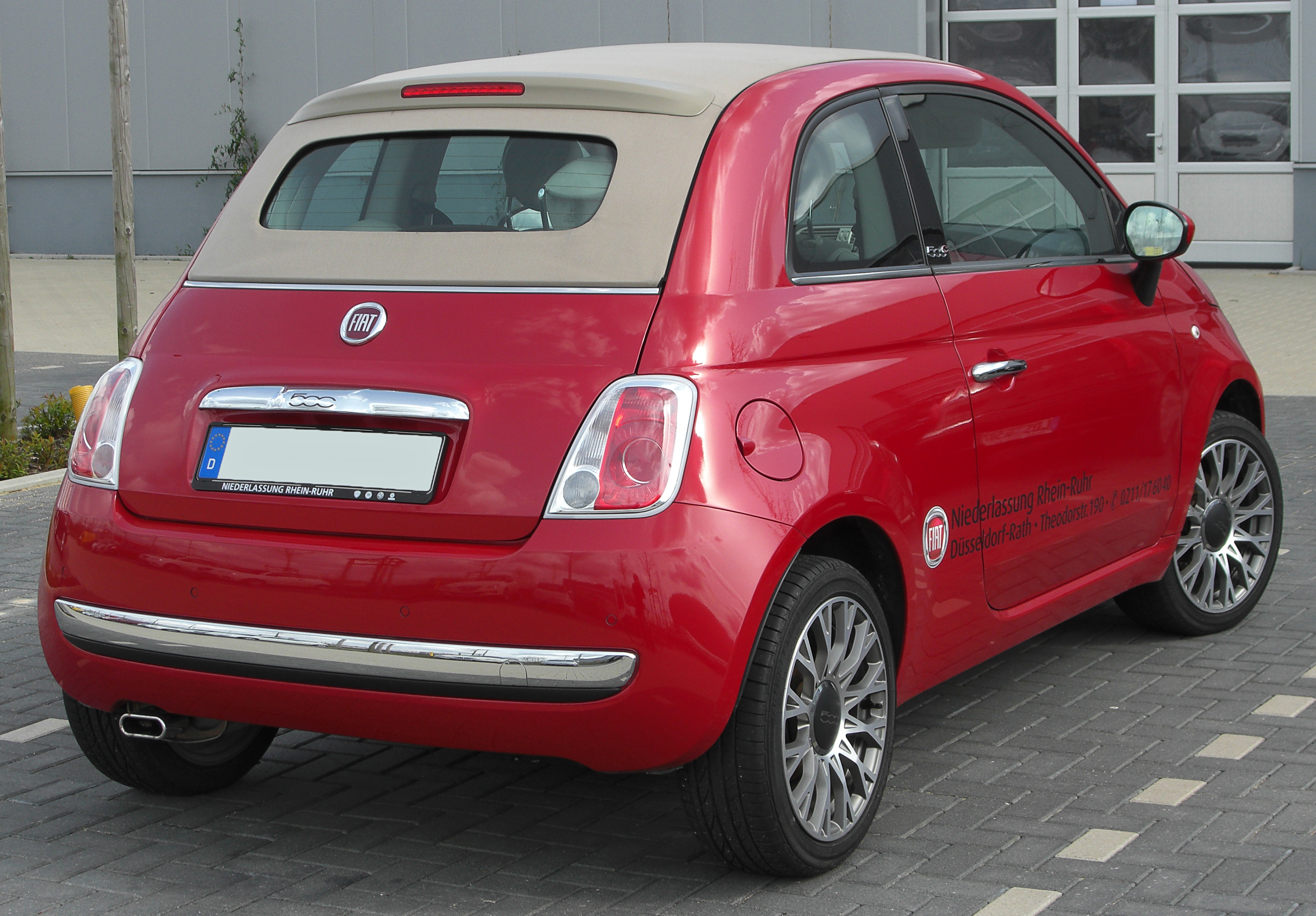
Fiat 500C
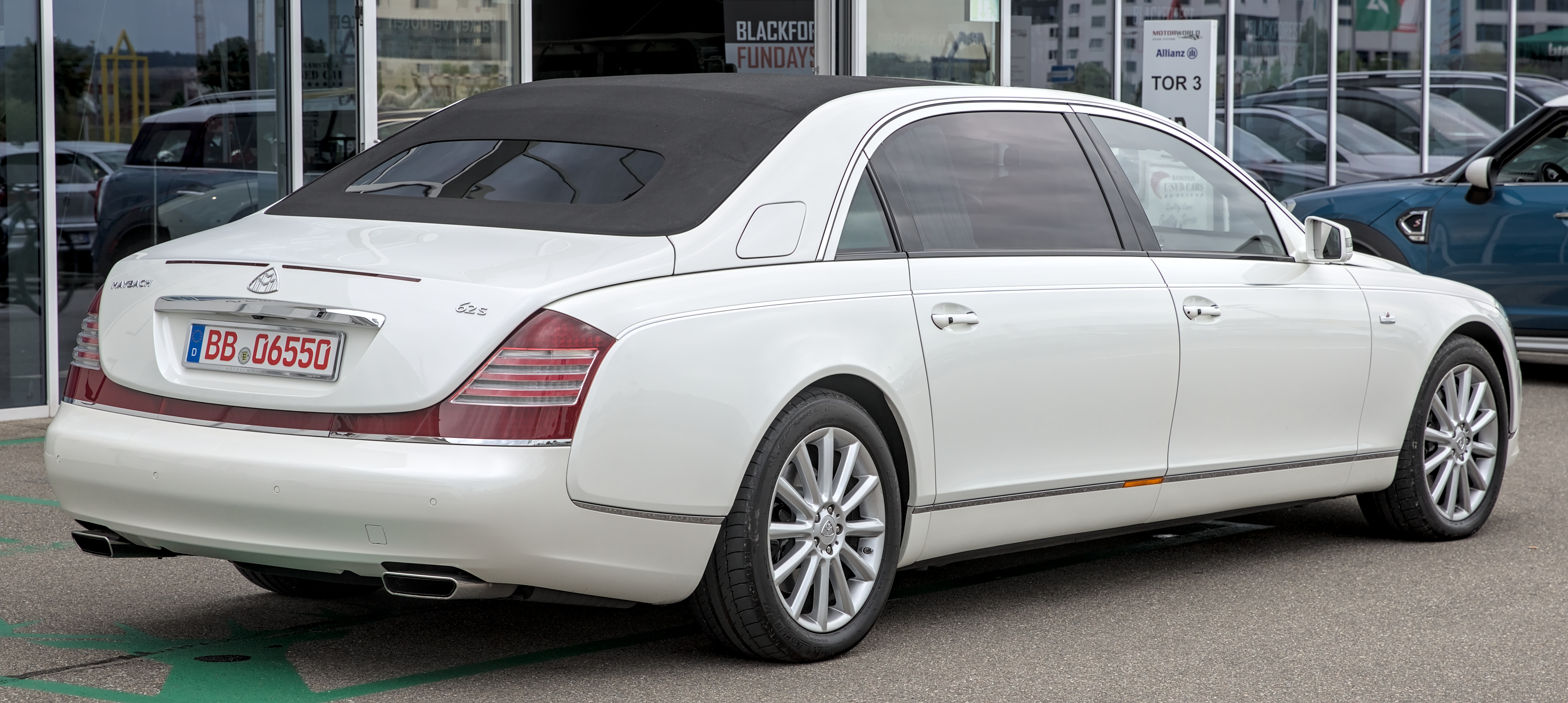
Maybach 62S Landaulet
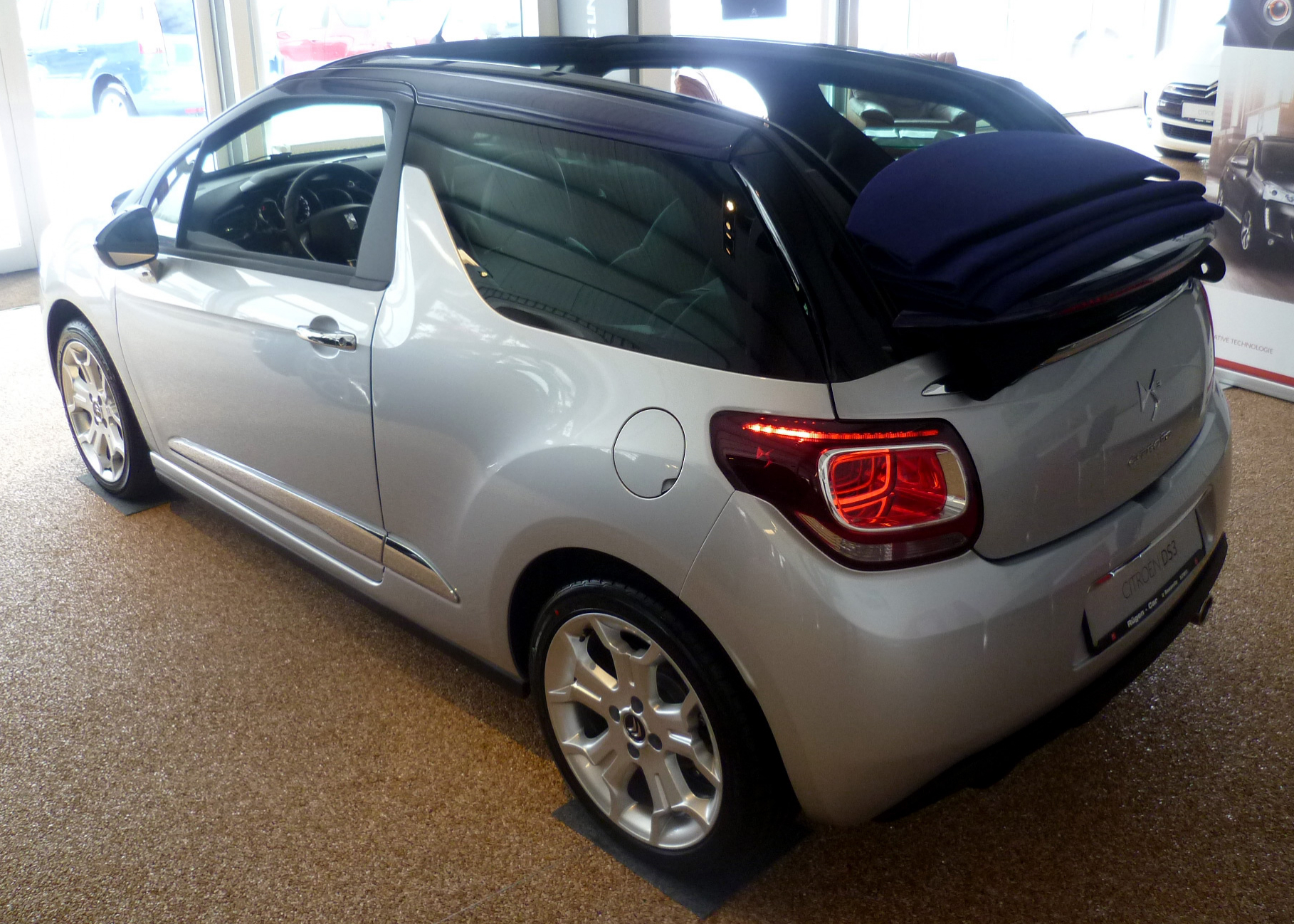
Citroën DS3 Cabrio